# Samsung Galaxy M20
Il Samsung Galaxy M20 è uno smartphone Android di fascia bassa prodotto da Samsung Electronics in India. È stato presentato il 28 gennaio 2019 ed è stato immesso sul mercato il 5 febbraio 2019.

## Caratteristiche
Samsung Galaxy M20 è dotato di un display PLS TFT da 6,3 pollici con risoluzione Full HD+ e notch "a goccia" (denominato "Infinity-V"), con rapporto d'aspetto 19.5:9 e rapporto schermo-a-corpo dell'83,89%. Dispone di una doppia fotocamera posteriore con un sensore principale da 13 MP, con apertura f/1.9, autofocus PDAF, HDR e funzionalità software Live focus, affiancato da un sensore da 5 MP grandangolare con angolo di visione di 120 gradi; frontalmente all'interno del notch si trova un sensore da 8 MP con apertura f/2.0 e flash simulato dallo schermo. Il dispositivo è alimentato da una batteria ai polimeri di litio da 5000 mAh, non removibile, con supporto alla ricarica rapida. Il chipset è uno Samsung Exynos 7904, con CPU octa-core (2 ARM Cortex A73 1,8 GHz e 6 Cortex A53 a 1,6 GHz) affiancato da GPU Mali-G71 MP2. Lo smartphone è stato commercializzato in due configurazioni di memoria: 3 GB di RAM e 32 GB di memoria interna o 4 GB di RAM e 64 GB di memoria interna. In entrambi i casi è disponibile lo slot per l'espansione di memoria con microSD fino a 512 GB. Il dispositivo offre opzioni di sblocco tramite riconoscimento del volto (Fast Face Unlock) e/o con lettore di impronte digitali, posto sul retro. Presenti le certificazioni Widevine L1 e Dolby Atmos.
Il sistema operativo originario dello smartphone è Android 8.1 Oreo personalizzato con interfaccia utente Samsung Experience 9.5, successivamente aggiornato ad Android 9 Pie con interfaccia One UI Core ed infine ad Android 10 con One UI Core in versione 2.0.